# Sepiola atlantica
Sepiola atlantica е вид главоного от семейство Sepiolidae.

## Разпространение и местообитание
Този вид е разпространен в Белгия, Германия, Дания, Исландия, Испания, Мароко, Нидерландия, Норвегия, Португалия, Фарьорски острови, Франция и Швеция.
Обитава крайбрежията и пясъчните дъна на океани и морета.